# Suikoden II
Suikoden II (幻想水滸伝II?, Gensō Suikoden Tsū) è un videogioco di ruolo alla giapponese della Konami, uscito per PlayStation nel 1998 in Giappone, nel 1999 in Nord America e nel 2000 in Europa.
La veste grafica è migliorata rispetto al precedente episodio, ma rimane di livello inferiore rispetto alla media dei giochi sviluppati in quel periodo. La storia è tuttavia uno dei punti di forza del secondo capitolo e il successo di pubblico è molto elevato. Questo è anche il primo episodio tradotto in lingua italiana.

## Trama
Ambientato tre anni dopo Suikoden, nei territori situati a Nord-Ovest della Repubblica di Toran, racconta della guerra di invasione del truce principe Luca Blight contro le Città Stato. I protagonisti sono due amici d'infanzia scampati ad un massacro. Ai due verrà donata una metà della Runa dell'Inizio (Rune of Beginning) a testa: la Runa Scudo Lucente a Riou (vero protagonista della vicenda), la Runa Spada Nera a Jowy Atreides. I portatori delle due rune però sono destinati a combattersi, e i due amici dovranno perciò riporre i loro sentimenti, e combattersi l'uno come capo dell'esercito di rivolta (il cui nome è scelto dal giocatore), e l'altro come re dell'impero di Highland.
Anche qui, per formare il proprio esercito, Riou dovrà radunare le 108 Stelle del Destino, molte delle quali già incontrate nel precedente capitolo. È possibile anche reclutare come personaggio segreto l'eroe del primo capitolo Tir McDohl. Per farlo è necessario avere il salvataggio prima della battaglia finale del primo capitolo nella memory card, se nel salvataggio di Suikoden si hanno anche tutte le 108 stelle arruolate, si otterrà pure un oggetto speciale da Gremio, un amico di McDohl (la ricetta del suo stufato).

## Pubblicazione
Nel 2006 è stata pubblicata in Giappone una raccolta contenente Suikoden e Suikoden II per PlayStation Portable. Nel 2022 Konami ha annunciato una remaster in alta definizione dei due titoli per PlayStation 4, Xbox One, Nintendo Switch e Microsoft Windows, originariamente prevista per il 2023 ma in seguito rinviata al 6 marzo 2025.